# Culture de Malta-Buret
Pour les articles homonymes, voir Malta et Buret.

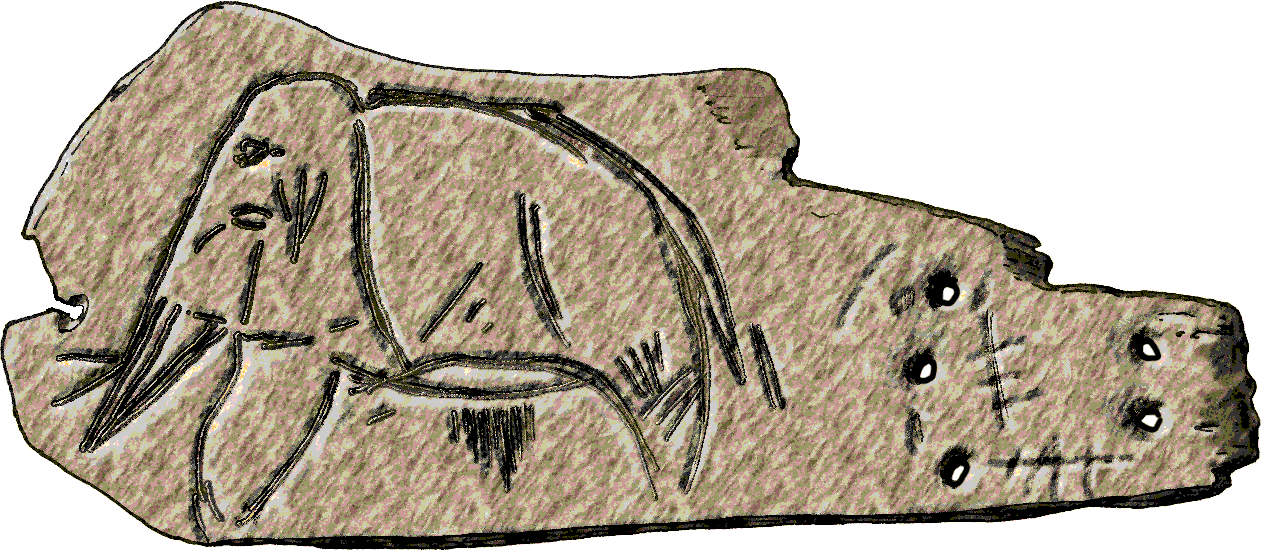
Gravure d'un mammouth sur une plaque d'ivoire de mammouth trouvée sur le site de Mal'ta, musée de l'Ermitage

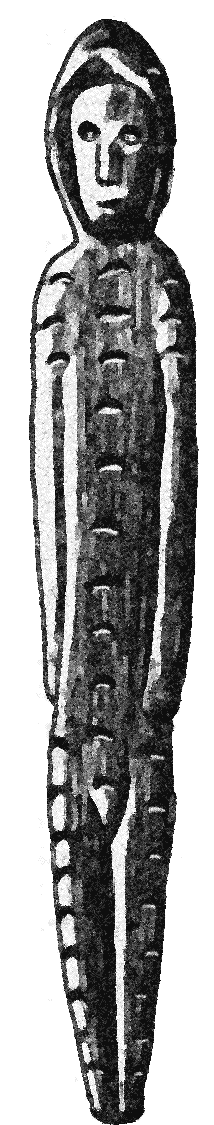
Vénus paléolithique de Bouret.

La culture de Malta-Buret, ou encore Mal'ta–Buret', est une culture archéologique du Paléolithique supérieur (environ de 24 000 à 15 000 AP) située sur la rivière Angara supérieure dans la région à l'ouest du lac Baïkal dans l'oblast d'Irkoutsk, en Sibérie, en Russie. Les sites types portent le nom des villages de Mal'ta (Мальта́), des districts d'Usolsky et de Buret' (Буреть) ainsi que du district de Bokhansky (tous deux dans l'oblast d'Irkoutsk).
La culture tire son nom des sites archéologiques de Mal'ta et Buret' (ou Bouret') dans le bassin de l'Angara. Ces sites ont livré des Vénus paléolithiques de style sibérien (fines et aux jambes étirées), dont certaines représenteraient des capuches et le premier pantalon connu.

## Paléogénétique
Un garçon dont les restes ont été trouvés près du site de Mal'ta est généralement connu sous l'abréviation MA-1 (ou MA1) pour individu MAlta1. Découvert dans les années 1920, ces restes ont été datés de 24 000 ans BP. D'après les recherches publiées depuis 2013, MA-1 définit un profil génétique de population disparu, les anciens nord-eurasiens (ANE), mais après métissages avec d'autres profils génétiques de population, une partie de ce profil ANE se retrouve dans les populations actuelles sibériennes, natives américaines, et européennes. 
Parmi les populations actuelles, les Amérindiens, Kets, Mansi et Selkup conservent une forte proportion de gênes descendant de MA-1. Pour les populations européennes, la proportion est plus faible, due à plusieurs métissages de populations d'origine différente en Europe néolithique puis à l'Âge du bronze, et cette composante ANE fut introduite via les cultures de l'Âge de Bronze comme la culture de Yamna et la culture de la céramique cordée). On note aussi que la culture Botaï, culture de la steppe centrale eurasienne et sans descendance génétique, contenait une forte proportion d'ANE.

## Archéologie
Une grande partie de ce que l'on sait de Mal'ta provient de l'archéologue russe Mikhail Guerassimov. Mieux connu plus tard pour sa contribution à la branche de l'anthropologie connue sous le nom de reconstruction faciale médico-légale, Gerassimov a fait des découvertes importantes en fouillant Mal'ta en 1927. En effet, jusqu'à ses découvertes, les sociétés du Paléolithique supérieur d'Asie du Nord étaient pratiquement inconnues. Par la suite, Guerassimov est revenu deux fois pour fouiller le site de Malta.